# Fridtiof Erichsson
Fridtiof Erichsson, folkbokförd Karl Olov Fritiof Eriksson, född 26 juni 1891 i Sundsvalls församling, Västernorrlands län, död 7 april 1987 i Luleå domkyrkoförsamling, Norrbottens län, var en svensk konservator och målare.
Erichsson var son till dekorationsmålaren Olof Eriksson och Hanna Kristina Tjernström. Han var utbildad vid Tekniska skolan i Stockholm samt vid resor företagna till England, Tyskland, Holland, Frankrike och Danmark. Han restaurerade kyrkor men utförde också nya verk till gravkapell, kyrkor och skolor. Han gjorde målningar föreställande landskap och mariner i akvareller, olja och tempera. Bland hans verk kan nämnas altartavlan i Småskärs kapell i Norrbotten och "Jokkfallet, Kalix älv" vid högre allmänna läroverket i Luleå.
Han gifte sig 1915 med Svea Corp (1896–1975). Han är morfar till konstnären Anna Toresdotter.